# Megaceros membranaceous
Megaceros membranaceous là một loài rêu trong họ Dendrocerotaceae. Loài này được Colenso E.A. Hodgs. mô tả khoa học đầu tiên năm 1972.